# Myoxocephalus
Myoxocephalus és un gènere de peixos pertanyent a la família dels còtids.

## Morfologia

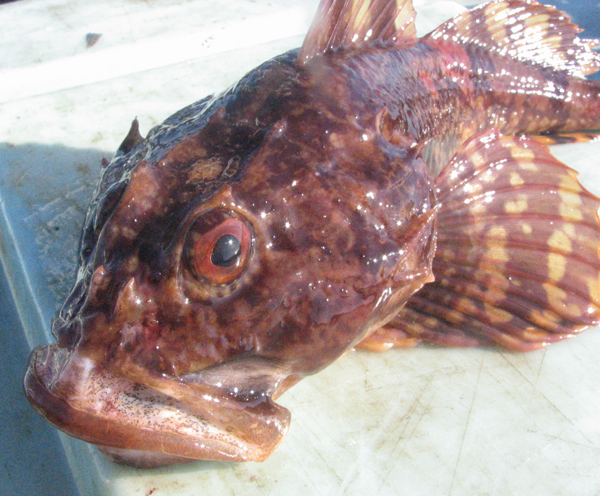
Escorpí de mar d'espines curtes (Myoxocephalus scorpius)

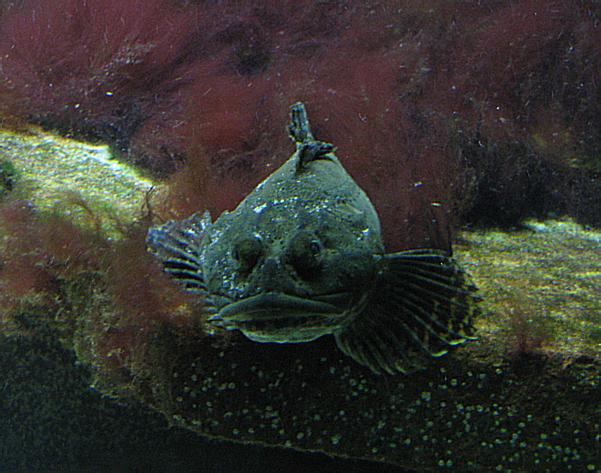
Escorpí de mar d'espines curtes (Myoxocephalus scorpius)

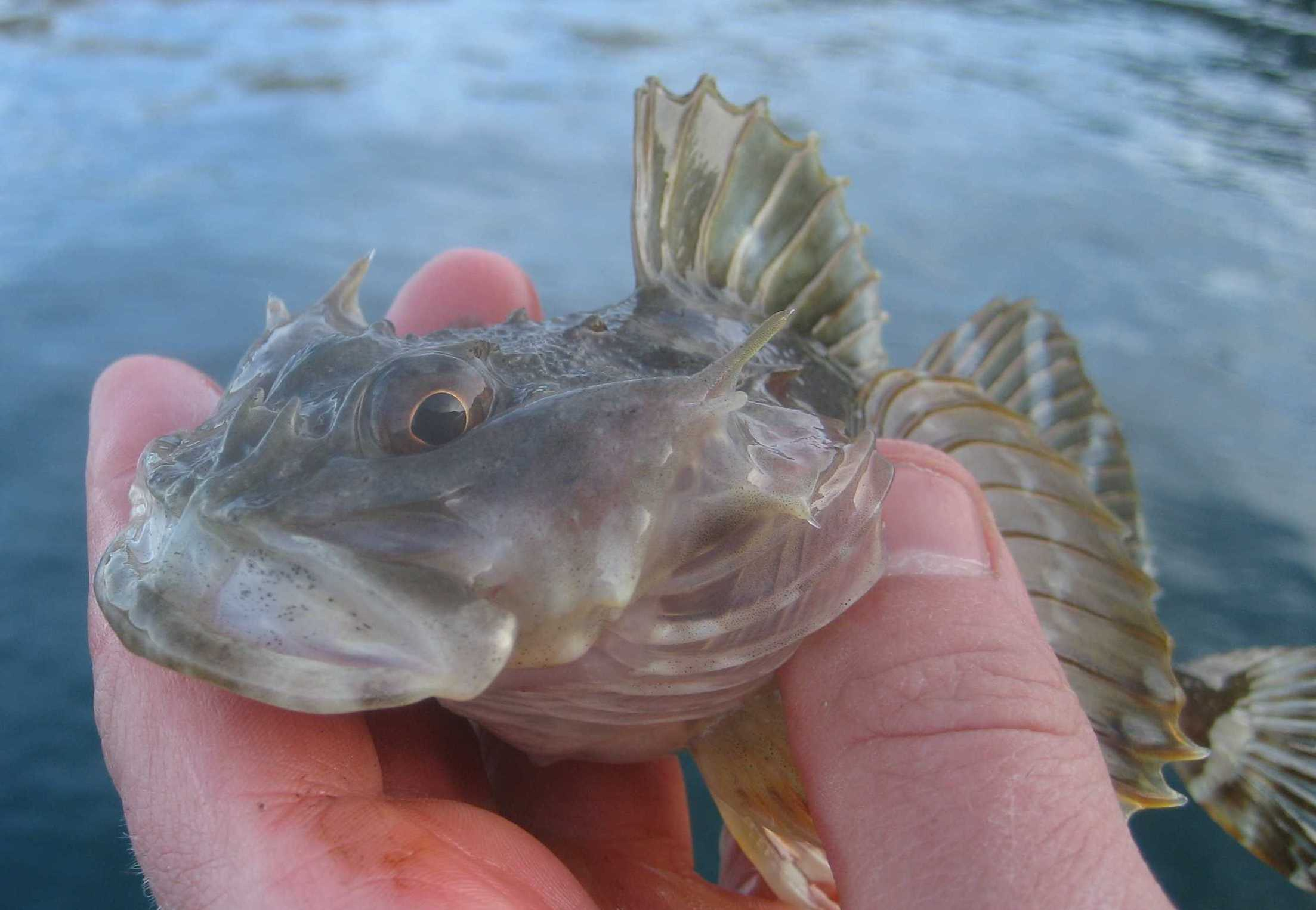
Myoxocephalus octodecemspinosus capturat a Groenlàndia.

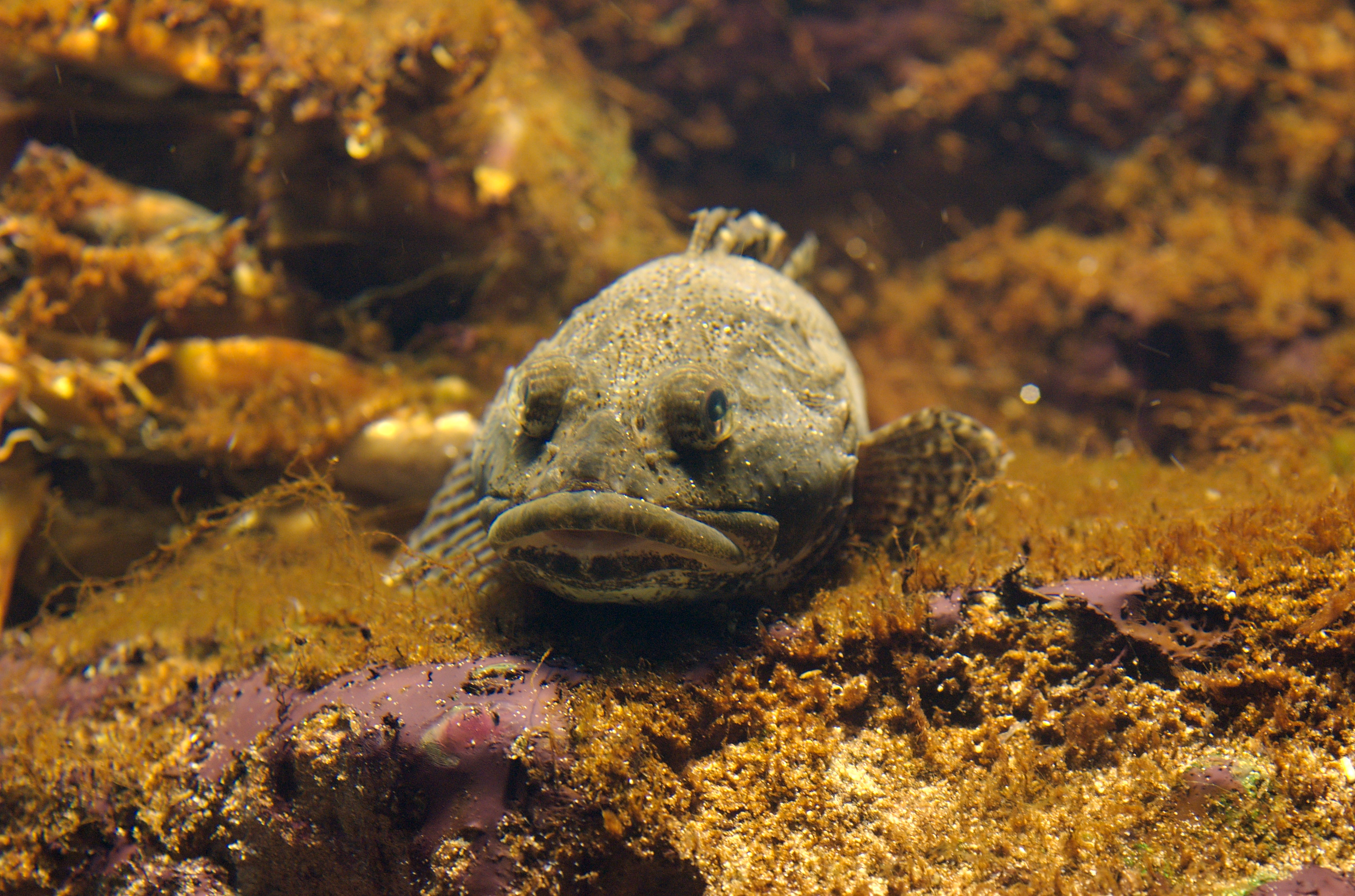
Escorpí de mar d'espines curtes (Myoxocephalus scorpius)

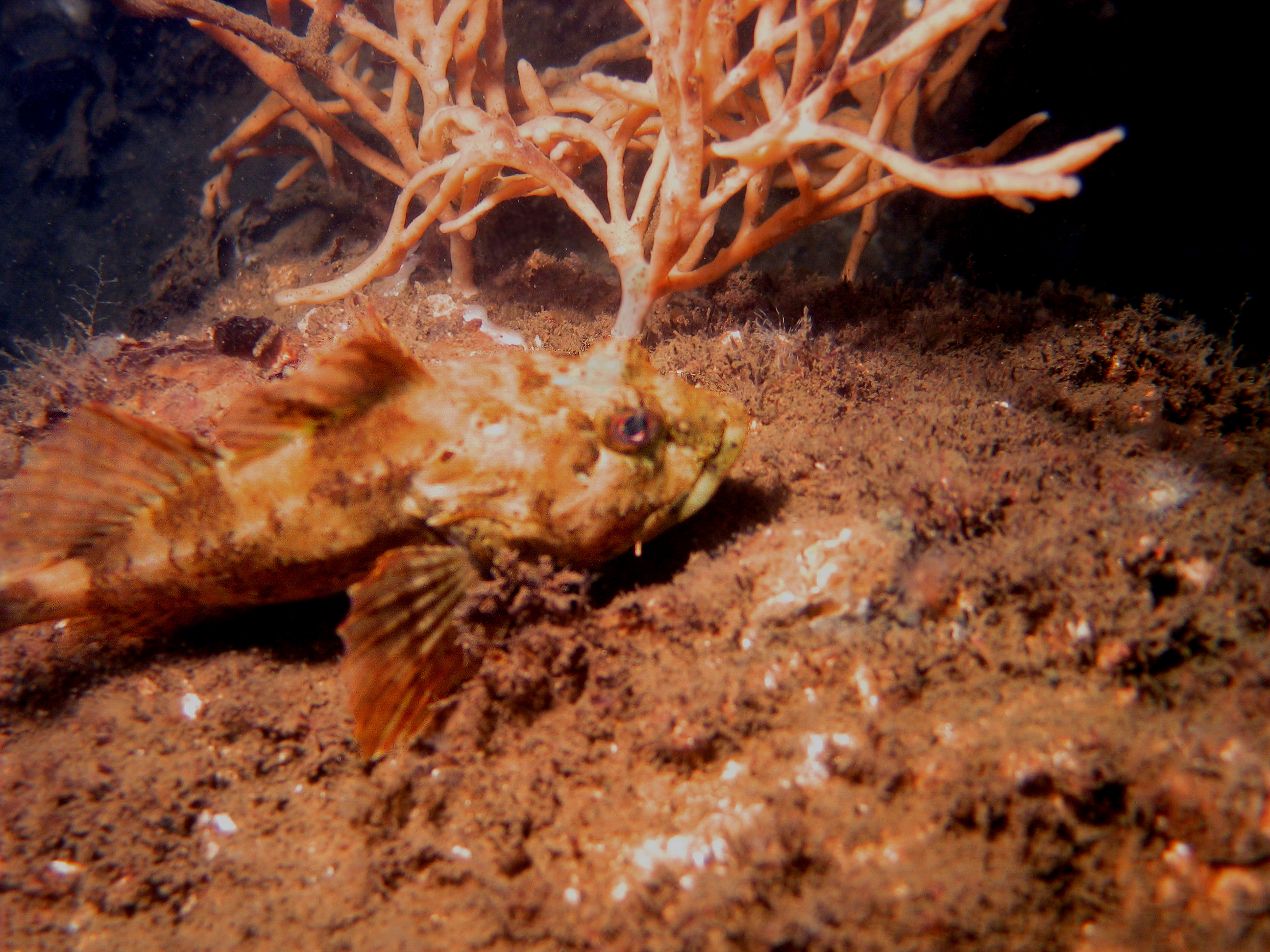
Escorpí de mar d'espines curtes (Myoxocephalus scorpius)

- Tenen el cos, per damunt de la línia lateral, nu o amb plaques òssies.
- Cap gros, cobert de pell gruixuda, sense granulacions òssies i, en algunes espècies, amb penjolls de pell.
- La mandíbula superior està projectada amb força.
- Vòmer amb dents.
- Línia lateral sense plaques òssies.
- Nombre de vèrtebres: 32-39.[2]

## Ecologia
Són peixos costaners i de la plataforma continental que viuen en fons sorrencs, fangosos o rocallosos. Tot i que toleren salinitats baixes, mai se'n troben en aigua dolça.
Mengen peixos i invertebrats bentònics.
Fan la posta a l'hivern i la primavera. Els ous són demersals i protegits pels mascles.

## Taxonomia
- Myoxocephalus aenaeus (Mitchill, 1814)[3]
- Myoxocephalus brandtii (Steindachner, 1867)[4]
- Myoxocephalus incitus (Watanabe, 1958)
- Myoxocephalus jaok (Cuvier, 1829)[5]
- Myoxocephalus matsubarai (Watanabe, 1958)
- Myoxocephalus niger (Bean, 1881)[6]
- Myoxocephalus ochotensis (Schmidt, 1929)[7]
- Myoxocephalus octodecemspinosus (Mitchill, 1814)[3]
- Myoxocephalus polyacanthocephalus (Pallas, 1814)[8]
- Myoxocephalus scorpioides (Fabricius, 1780)[9]
- Myoxocephalus scorpius (Linnaeus, 1758)[10]
- Myoxocephalus sinensis (Sauvage, 1873)[11]
- Myoxocephalus stelleri (Tilesius, 1811)[12]
- Myoxocephalus thompsonii (Girard, 1851)[13][14][15]
- Myoxocephalus tuberculatus (Soldatov & Pavlenko, 1922)[16]
- Myoxocephalus verrucosus (Bean, 1881)[6]
- Myoxocephalus yesoensis (Snyder, 1911)[17][18][19][20][21]